# Manuel Morales i Pareja
Manuel Morales Pareja (Granada, Andalusia, 1864 — Barcelona, 24 d'octubre de 1932) fou un artista i polític d'origen andalús, nebot d'Hermenegildo Giner de los Ríos. Va debutar com a tenor al Teatre Novedades de Barcelona el 1895 amb la Cavalleria rusticana de Pietro Mascagni. Aleshores s'establí a Catalunya, on col·laborà amb la Societat Coral Catalunya Nova i el 1897 estrenà a Sitges l'òpera en català La fada, d'Enric Morera i Viura i Jaume Massó i Torrents. En morir el seu pare, però, es retirà per a dedicar-se al negoci familiar de comerç de vins, viatjant per Itàlia i Amèrica. El 1905 es va establir definitivament a Barcelona i a les eleccions municipals de 1908 formà part de la candidatura del Partit Republicà Radical, amb el que fou regidor de l'ajuntament de Barcelona el 1909-1911 i 1915, i fins i tot alcalde de Barcelona de gener de 1918 a juny de 1919. Durant la Segona República Espanyola fou nomenat delegat especial del govern republicà en el Consorci del Port Franc.
Mor a Barcelona a l'edat de 68 anys al carrer Rambla de Catalunya, 76-4.